# Nationalitäten-Universität des Nordens
Die Nationalitäten-Universität des Nordens (chinesisch 北方民族大学, Pinyin Běifāng Mínzú Dàxúe, englisch: North Minzu University) wurde 1984 gegründet und erhielt 2008 ihren heutigen Namen. Sie liegt in Yinchuan (Volksrepublik China). Die Universität untersteht direkt der staatlichen Nationalitätenkommission.
Im Jahr 2011 hatte die Universität über 17.000 Studierende. Davon waren mehr als 65 % Angehörige ethnischer Minderheiten.

## Fakultäten und Zentraleinrichtungen
- Fakultät für Geisteswissenschaften und Geschichte (文史学院);
- Juristische Fakultät (法学院);
- Fakultät für Betriebswirtschaftslehre (商学院);
- Fakultät für Wirtschaftswissenschaften (经济学院);
- Fakultät für Unternehmensführung und Management (管理学院);
- Fakultät für Fremdsprachen (外国语学院);
- Fakultät für Informatik und Ingenieurinformatik (计算机科学与工程学院);
- Fakultät für Informationswissenschaft und Informationstechnologie (信息与计算科学学院);
- Fakultät für Biowissenschaften und Bioingenieurwesen (生物科学与工程学院);
- Fakultät für Chemie und chemische Verfahrenstechnik (化学与化学工程学院);
- Fakultät für elektronische Informationstechnologie (电气信息工程学院);
- Fakultät für Materialwissenschaft und Werkstofftechnik (材料科学与工程学院);
- Fakultät für Musikwissenschaft und Tanz (音乐舞蹈学院);
- Fakultät für Design und Kunst (设计艺术学院);
- Fakultät für Sportwissenschaft (体育学院);
- Fakultät für Grundausbildung (基础教育学院);
- Fakultät für Marxismus (马克思主义学院);
- Fakultät für das Vorstudium / gymnasiale Oberstufe (预科教育学院);
- Forschungsinstitut für Hui-Nationalität und islamische Kultur (回族与伊斯兰文化研究所);
- Forschungsinstitut für Soziologie und Ethnologie (社会学与民族学研究所);
- Forschungsinstitut für die Xixia-Dynastie (西夏研究所);
- Akademie für die Erforschung der Sprachen des Nordens (北方语言研究院);
- Forschungsinstitut für Immaterielles Kulturerbe (非物质文化遗产研究所).